# China Telecom
A Corporação de Telecomunicações da China (chinês: 中国电信集团有限公司), conhecida por seu nome comercial China Telecom, é uma empresa estatal chinesa de telecomunicações. É a maior empresa de telefonia fixa e o terceiro maior provedor de telecomunicações móveis na China. Possui três empresas listadas: China Telecom Corporation Limited (chinês: 中国电信股份有限公司), China Communications Services Corporation Limited (chinês: 中国通信服务股份有限公司) e Besttone Holding Co., Ltd. (chinês: 有限公司).

## História
A empresa se originou como uma agência governamental do Ministério dos Correios e Telecomunicações. Em 27 de abril de 1995, foi registrada como uma entidade legal separada como Diretoria Geral de Telecomunicações, P&T, China, usando "China Telecom" como marca. Em 17 de maio de 2000, foi registrada como China Telecommunications Corporation. Em maio de 2002, a China Netcom Corporation foi desmembrada como uma empresa separada que também era supervisionada diretamente pela Comissão de Supervisão e Administração de Ativos Estatais do Conselho de Estado. Também possuía subsidiárias em Pequim, Tianjin, Hebei, Shanxi, Mongólia Interior, Liaoning, Jilin, Heilongjiang, Henan e Shandong que anteriormente pertenciam à China Telecommunications Corporation.
Em 10 de setembro de 2002, uma subsidiária, a China Telecom Corporation Limited (CT), foi listada na Bolsa de Valores de Hong Kong. 
Em 2007, a China Telecom (CT) adquiriu três empresas: China Telecom System Integration, China Telecom Global e China Telecom (Américas) por CN¥ 1,408 bilhão. Em 2008, a China Telecom (CT) adquiriu a China Unicom (Macau), que foi renomeada para China Telecom (Macau).
Em 2009, a Corporação de Telecomunicações da China recebeu alguns dos ativos da China Satellite Communications.
Em 2 de junho de 2008, a Corporação de Telecomunicações da China anunciou que compraria o negócio e os ativos nacionais de CDMA da China Unicom por CN¥ 110  bilhões, o que daria a ela 43 milhões de assinantes móveis.
Em 7 de janeiro de 2009, a Corporação de Telecomunicações da China recebeu a licença CDMA 2000 para expandir seus negócios para telecomunicações 3G.

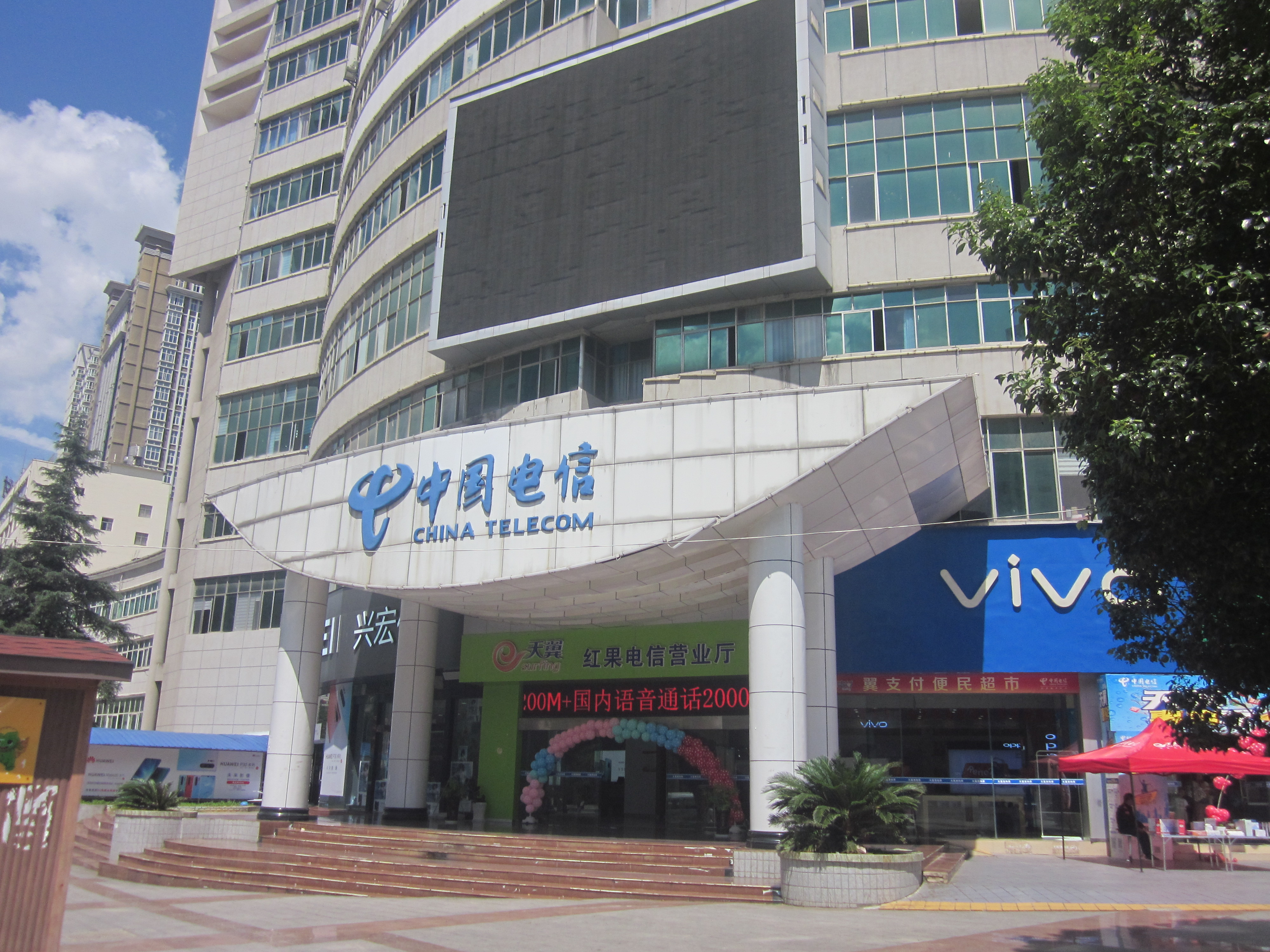
Edifício da China Telecom no centro de Panzhou, Guizhou, China.

Em 2015, a China Telecom (CT) formou uma joint venture, a China Tower, com outras empresas estatais de telecomunicações, a China Mobile e a China Unicom. A China Tower, que era o maior grupo de torres de telecomunicações em receita da China, tornou-se uma empresa listada separada em 2018 e a China Telecom, a China Mobile e a China Unicom continuaram sendo os maiores clientes.
A China Telecom (CT) foi escolhida pelo governo chinês como investidora nas Filipinas para fornecer serviços de telecomunicações, após uma licitação liderada pelo governo filipino em 7 de novembro de 2018. Como as leis atuais restringem a propriedade estrangeira a 40%, a China Telecom (por meio de sua empresa-mãe) forma um empreendimento com as empresas locais Udenna Corporation (proprietária da Phoenix Petroleum) e Chelsea Logistics sob a franquia da Mindanao Islamic Telephone Company, Inc (ou o consórcio Mislatel). Em 8 de julho de 2019, a Mislatel foi renomeada para Dito Telecommunity. A empresa iniciou suas operações comerciais em 8 de março de 2021. 
Em novembro de 2020, o presidente dos EUA, Donald Trump, emitiu uma ordem executiva proibindo empresas e indivíduos dos EUA de possuírem ações em empresas que o Departamento de Defesa dos Estados Unidos listou como tendo ligações com o Exército de Libertação Popular, o que incluía a China Telecom. Em consequência da ordem executiva, a Bolsa de Valores de Nova York retirou a China Telecom da lista em janeiro de 2021. 
Em dezembro de 2020, a Comissão Federal de Comunicações dos Estados Unidos (FCC) iniciou um processo para revogar a autorização da China Telecom para operar nos EUA devido a preocupações com a segurança nacional. Em outubro de 2021, a FCC revogou a licença de operação da China Telecom nos EUA. Em março de 2022, a FCC designou uma subsidiária americana da empresa, a China Telecom (Americas) Corp, uma ameaça à segurança nacional. 

## Subsidiárias
- Besttone Holding (58,45%, excluindo ações detidas pela China Telecom)
- Serviços de Comunicações da China
- China Telecom
- Dito Telecommunity (participação de 40%)